# Qaasuitsup
Qaasuitsup was een gemeente in Groenland. De gemeente werd op 1 januari 2009 gevormd door samenvoeging van de gemeenten Aasiaat, Ilulissat, Kangaatsiaq, Qaanaaq, Qasigiannguit, Qeqertarsuaq, Uummannaq en Upernavik.
Op 1 januari 2018 werd de gemeente gesplitst in de gemeenten Avannaata en Qeqertalik.
De gemeente was ongeveer 660.000 vierkante kilometer groot en was daarmee de grootste gemeente ter wereld (en groter dan ieder Europees land, met uitzondering van Rusland). Het aantal inwoners was rond de 18.000.

## Plaatsen in Qaasuitsup
- Kangaatsiaq
  - Niaqornaarsuk
  - Attu
  - Iginniarfik
  - Ikerasaarsuk
- Aasiaat (Egedesminde)
  - Kitsissuarsuit
  - Akunnaaq
- Qasigiannguit (Christianshåb)
  - Ikamiut
- Ilulissat (Jakobshavn), zetel van het gemeentebestuur
  - Saqqaq
  - Qeqertaq
  - Ilimanaq (Claushavn)
  - Oqaatsut (Rodebay)
- Qeqertarsuaq (Godhavn)
  - Kangerluk
- Uummannaq
  - Ikerasak
  - Saattut
  - Qaarsut
  - Ukkusissat
  - Illorsuit
  - Nuugaatsiaq
  - Niaqornat
- Upernavik
  - Kullorsuaq
  - Nuussuaq (Kraulshavn)
  - Innaarsuit
  - Tasiusaq
  - Naajaat
  - Aappilattoq
  - Kangersuatsiaq
  - Upernavik Kujalleq
- Qaanaaq (Thule)
  - Siorapaluk
  - Savissivik
  - Moriusaq